# چوروک‌لر (فکه)
چوروک‌لر (به ترکی استانبولی: Çürükler) یک منطقهٔ مسکونی در ترکیه است که در فکه، ترکیه واقع شده‌است.